# Galeria Nacional da Escócia
A Galeria Nacional da Escócia (em inglês National Gallery of Scotland), é a galeria de arte nacional da Escócia. Ele está localizado no The Mound no centro de Edimburgo, perto da Princes Street. O edifício foi projetado em estilo neoclássico por William Henry Playfair, e aberto ao público pela primeira vez em 1859.
A galeria abriga a coleção nacional de belas artes da Escócia, abrangendo arte escocesa e internacional desde o início do Renascimento até o início do século XX.
A Galeria Nacional da Escócia é administrada pelas Galerias Nacionais da Escócia, um órgão público que também possui a Galeria Nacional de Arte Moderna da Escócia e a Galeria Nacional de Retratos da Escócia. Por causa de sua semelhança arquitetônica, a Galeria Nacional da Escócia é frequentemente confundida pelos visitantes com o vizinho Royal Scottish Academy Building (RSA), uma instituição separada que trabalha em estreita colaboração com a Galeria Nacional da Escócia.